# AC 1888 Marburg
Der AC 1888 Marburg e. V. ist ein Sportverein aus Marburg.

## Geschichte
Der Athletenclub Marburg wurde 1888 gegründet und ist einer der ältesten Sportvereine Marburgs. In der Anfangszeit wurden die Gewichtheber-Disziplinen Stemmen und Dauerstemmen sowie Ringen und Steinstoßen ausgeübt. Im Dezember 1925 fusionierte der ursprüngliche Athletenclub 1888 Marburg mit dem konkurrierenden Athletik-Sportverein 1908 Marburg zur heutigen Sportvereinigung Athletenclub 1888 Marburg. Neu hinzu kam zu jener Zeit die Teilnahme an Wettkämpfen im Rasenkraftsport.
Nach dem Zweiten Weltkrieg formierte sich der Verein neu und die Sportarten Gewichtheben, Ringen und Rasenkraftsport konnten wieder ausgeübt werden. Kurzzeitig stellte der Verein auch eine Boxstaffel.
1971/72 wurde in Zusammenarbeit mit der Stadt Marburg ein ehemaliges Feuerwehrhaus zur heutigen Trainingsstätte und zum Vereinsheim umgebaut, nachdem das Training bisher in verschiedenen Schulsporthallen durchgeführt wurde.
Um 1980 begann man, im Verein die neue Sportart Kraftdreikampf auszuüben. Die anderen ausgeübten Sportarten wurden nach und nach zugunsten des Kraftdreikampfs und des allgemeinen Fitnesstrainings aufgegeben.
1988 beging der Verein das 100-jährige Jubiläum mit einem nationalen Kreuzhebe-Turnier.
2013 wurden anlässlich des 125-jährigen Jubiläums die deutschen Meisterschaften im Bankdrücken im Marburg ausgerichtet.
Die Sportler des Vereins können jährlich mehrere Hessenmeistertitel in den einzelnen Disziplinen des Kraftdreikampfs erringen. Hinzu kommen zahlreiche deutsche Meistertitel sowie Bundes- und Landesrekorde.

## Erfolge

### Mannschaftserfolge
- 2011:
  - Bronze bei der deutschen Mannschaftsmeisterschaft im Bankdrücken[3]
- 1983:
  - Silber bei den deutschen Mannschaftsmeisterschaften im Kraftdreikampf[4]

### Einzelerfolge
- 2024
  - Europameister im Kreuzheben und dritter Platz im Kraftdreikampf Masters II durch Thomas Konstanty[5]

- 2023:
  - Weltmeister im Kreuzheben und Vize-Weltmeister im Kraftdreikampf Masters II durch Thomas Konstanty[6]

- 2023:
  - Europameister im Kraftdreikampf Master II durch Thomas Konstanty[7]

- 2011:
  - Vizeeuropameisterschaft im Bankdrücken Senioren durch Harald Kästner[8]
- 2009:
  - Dritter Platz Weltmeisterschaft Bankdrücken Juniorinnen durch Monique Horsey[9]
- 2007:
  - Weltmeisterschaft im Kraftdreikampf Jugendliche durch Monique Horsey[10]

Hinzu kommen diverse deutsche und hessische Meistertitel sowie mehrere deutsche und hessische Rekorde in den Disziplinen Kraftdreikampf, Bankdrücken und Kreuzheben.